# シマ・デ・ガジェラ
チーマ・ディ・ガジェラは、スイス・グラウビュンデン州のヴァル・カランカとメソルチーナの間に位置するレポンティンアルプスの山。海抜2,805メートルの高さで、パス・ディ・パッシット (2,082メートル) の南に位置する山脈の最高峰である。山はロッサとメソッコのほぼ中間に位置している。